# أبوجا كونيكشن (فلم)
أبوجا كونيكشن (بالإنجليزية: Abuja Connection)، هُو فيلم أكشن وإثارة نيجيري صدر سنة 2003 وأخرجه Michael Ezeanyaeche. الفيلم من بطولة كلاريون تشوكوورا. فاز الفيلم بجائزة أفضل تصوير سينمائي خلال حفل توزيع جوائز الأكاديمية الأفريقية للأفلام لسنة 2005.

## وصلات خارجية
- مقالات تستعمل روابط فنية بلا صلة مع ويكي بيانات